# Aufruhr im Busdepot
Aufruhr im Busdepot (Originaltitel: On the Buses) ist eine britische Filmkomödie aus dem Jahr 1971, die als Ableger der Fernsehserie On the Buses entstand. Fernsehtitel war Der total verrückte Autobus.

## Handlung
Die Familie des Busfahrers Stan Butler lebt auf großem Fuß. Um den Lebensstil seiner Mutter, Schwester und deren Mann zu finanzieren, macht er regelmäßig Überstunden. Aus Personalmangel beschließt jedoch die Stadt, weibliche Busfahrer im Dienst zuzulassen. Da somit weniger Überstunden möglich sind und er in finanzielle Schwierigkeiten kommt, beschließt Butler mit seinen Kollegen, die Einstellungen zu sabotieren.

## Kritik
Das Lexikon des internationalen Films zu dieser Hammer-Produktion: „Belangloser Klamauk mit infantilen, sexistischen Witzen, entstanden nach einer englischen Fernseh-Comedy-Show.“